# Jan z Radochoniec
Jan z Radochoniec herbu Nieczuja (zm. przed 4 lutego 1450) – rektor Akademii Krakowskiej, kanonik krakowski.

## Życiorys
Pochodził z zamożnej szlacheckiej rodziny, która później przyjęła nazwisko Wapowski. Był synem Michała, urodził się w Radochońcach. W 1405 zapisał się na Akademię Krakowską, w 1408 osiągnął stopień mistrza sztuk wyzwolonych rozpoczynając studia teologiczne. W 1416 pełnił obowiązki dziekana Wydziału Filozoficznego, dwukrotnie będąc jedynie magistrem artium; w 1424 i 1431 był rektorem Akademii. Posiadał prebendę kościoła św. Wojciecha. W 1424 został kanonikiem kościoła św. Floriana na Kleparzu. Najpóźniej w 1439 został kanonikiem krakowskiego kościoła katedralnego. Profesurę na Wydziale Teologicznym objął prawdopodobnie w 1440. Po raz ostatni występuje w dokumentach 8 października 1449. Zmarł zapewne z początkiem 1450; 4 lutego Jan Długosz otrzymał po nim dom kapitulny.